# 錄音室

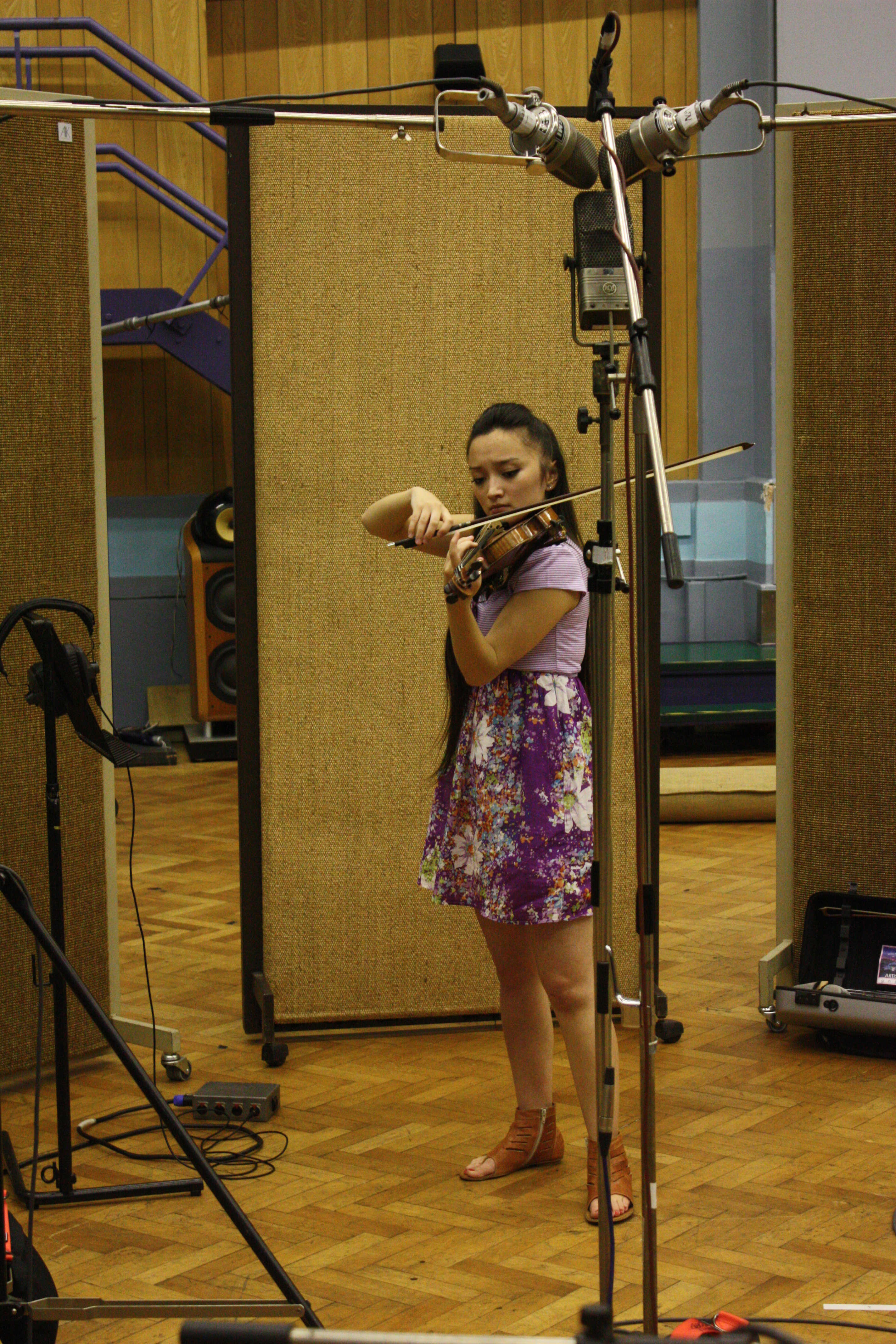
日裔英國小提琴家戴安娜·湯川在倫敦的阿比路錄音室進行專輯錄音

錄音室，又稱錄音間、錄音棚，是供錄音用途的場所。廣義上也包含廣播聲音之用的場所，又可稱為播音間、播音室。

## 概要
錄音室主要見於傳播媒體與音樂產業業界。錄音室是廣播電台跟唱片公司的必要設施，另外也有專門的公司或工作室所經營的錄音室，可提供唱片錄製、配音、旁白等用途。錄音室通常分為兩個空間，一個空間是供收音的地方，為避免外界雜音影響錄音品質，良好的隔音是必要的；另一個空間則放置調音台、監聽喇叭等錄音與後製所需的硬體控制設備，由錄音師操作。兩個空間之間通常以玻璃隔著。錄音室的大小從只能容納一兩人到可容納一整個交響樂團不等，視需求而定。

## 圖片

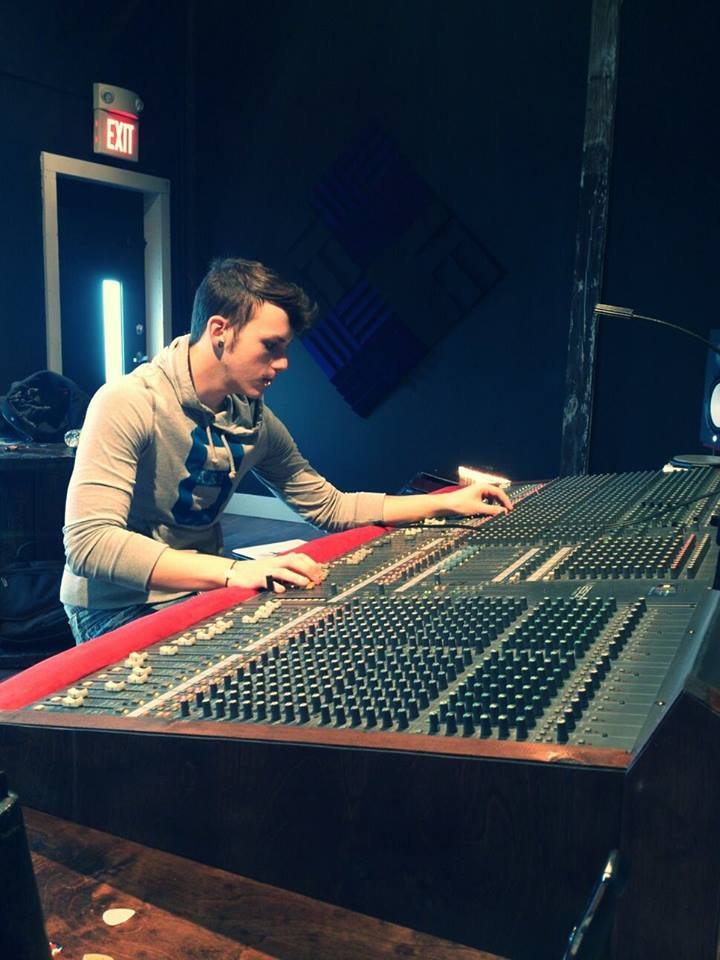
操作錄音設備的錄音師
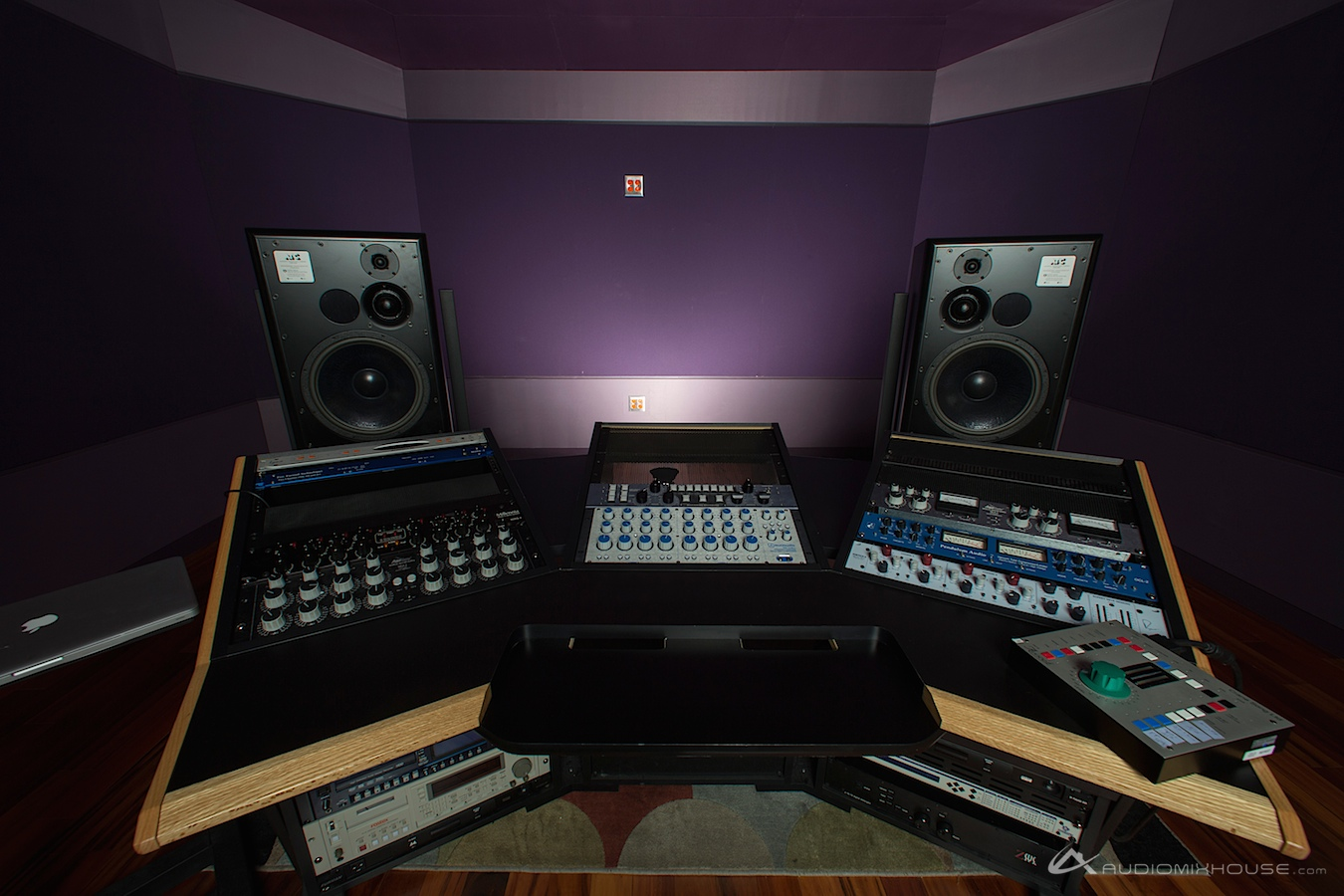
錄音室的設備

## 另見
- 錄音室專輯
- 音訊工程師
- 多軌錄音
- 消音室
- 攝影棚